# World Trade Statistical Review
Das World Trade Statistical Review ist eine jährlich erscheinende Publikation der Welthandelsorganisation.

## Beschreibung
Die Publikation der Welthandelsorganisation erschien erstmals im Jahr 2016. Sie ersetzte in diesem Fall die vorherige Publikation, International Trade Statistics. Sie wird jedes Jahr im Juli herausgegeben als Onlineausgabe  auf der Seite der Welthandelsorganisation und eine Print-Ausgabe wird im September in den Sprachen Englisch. Französisch und Spanisch herausgegeben. In Französisch firmiert die Publikation unter Examen Statistique du Commerce Mondial, in Spanisch unter Examen Estadístico del Comercio Mundial.
Die Publikation soll dem Leser eine vertiefte Analyse der Entwicklungen im Welthandel anhand von Handelsdaten ermöglichen. Sie enthält dabei auch Daten über handelsbeschränkende und den Handel unterstützende Maßnahmen.
Die Daten und Analysen im World Trade Statistical Review ermöglichen die Einschätzung und Bewertung der Handelsveränderungen von Gruppen an Staaten, wie der weniger entwickelten Ländern oder der am wenigsten entwickelten Ländern. Die Publikation zeigt dabei auch Probleme auf, vor denen der internationale Handel nach Ansicht der Beamten in der Welthandelsorganisation zu stehen scheint.